# Війни морозивників в Глазго

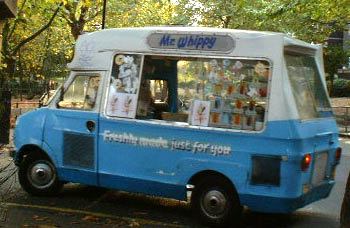
Фургони з морозивом, на зразок цього, сповіщають про своє прибуття на зупинки вздовж своїх «маршрутів» музичними дзвіночками, що лунають через гучномовці

Війни морозивників в Глазго (англ. The Glasgow Ice Cream Wars) — боротьба за території в районі Іст-Енд шотландського міста Глазго у 1980-х роках між конкуруючими злочинними організаціями, які продавали наркотики та крадені товари з фургонів з морозивом. Оператори фургонів часто застосовували тактику насильства і залякування, найяскравішим прикладом якої стала загибель водія і його сім'ї в результаті підпалу, що призвело до двадцятирічної судової тяганини. Ці конфлікти викликали широке громадське обурення, а поліція району Стратклайд отримала прізвисько «Serious Chimes Squad» (укр. Загін по боротьбі з особливо тяжкими "дзинь-дзинь") (каламбур від «Serious Crimes Squad» (укр. Загін по боротьбі з особливо тяжкими злочинами) за свою нездатність їх вирішити.

## Конфлікти
У 1980-х роках у Глазго кілька продавців морозива також продавали наркотики та крадені товари на своїх маршрутах, використовуючи продаж морозива як прикриття. Між цими продавцями розгорілася війна за територію, пов'язана з конкуренцією за прибуткову нелегальну діяльність, включаючи залякування операторів фургонів з морозивом, що конкурували з ними. Під час конфлікту конкуренти здійснювали набіги на фургони з морозивом один одного і стріляли з рушниць у вітрове скло автомобілів.
Пік насильства припав на 16 квітня 1984 року, коли внаслідок підпалу було вбито шістьох членів сім'ї Дойлів у житловому масиві Рачейзі. 18-річний Ендрю Дойл на прізвисько «Товстун», водій фірми «Марчетті», чинив опір спробам залякати його розповсюдженням наркотиків, а також спробам захопити його бізнес — опір, який вже призвів до того, що невідомий нападник вистрілив у нього через лобове скло його фургона.
Проти Дойла було заплановано ще одну так звану «акцію залякування». О 02:00 двері на сходовому майданчику біля квартири на останньому поверсі в Рачейзі, де Дойл жив зі своєю сім'єю, були облиті бензином і підпалені. Члени сім'ї Дойлів і ще троє гостей, які перебували в квартирі тієї ночі, спали. В результаті пожежі загинуло п'ятеро людей, а шостий помер пізніше в лікарні: 53-річний Джеймс Дойл, його дочка, 25-річна Крістіна Халлерон, її 18-місячний син Марк і троє синів Дойла — Джеймс, Ендрю (жертва залякувань) і Тоні, 23, 18 і 14 років відповідно.

## Суд
| - 1984: Кемпбелл і Стіл засуджені вироком суду першої інстанції. - 1989: Відхилення першої апеляції. - 1992: Лав визнав, що давав неправдиві свідчення під присягою. - 1993: Стіл тікає з в'язниці і проводить акцію протесту шляхом приклеювання до паркану Букінгемського палацу. - 1993: Стіл проводить акцію протесту на даху будинку матері під час своєї втечі - 1997: Міністр по справам Шотландії Майкл Форсайт надав Кемпбеллу та Стілу тимчасову свободу і передав справу до апеляційної інстанції - Лютий 1998: Троє суддів апеляційного суду розділилися в думках, рішення по апеляції не прийняте, Кемпбелл і Стіл повертаються до в'язниці - Грудень 1998: Міністр по справам Шотландії Дональд Дьюар відхиляє клопотання про повторне направлення справи на розгляд апеляції - Липень 2000: Новостворена Шотландська комісія з перегляд кримінальних справ звернулася до суду із запитом на передання документів обвинувачення. - Листопад 2001: Шотландська комісія з перегляд кримінальних справ передала справу до апеляційного розгляду втретє - Грудень 2001: Кемпбелл і Стіл знову отримали тимчасову свободу в очікуванні рішення апеляційної інстанції - Березень 2004: Апеляційний суд з розгляду кримінальних справ в Единбурзі скасував вирок Кемпбеллу і Стілу |

Громадське обурення з приводу цих смертей було значним. Протягом наступних місяців поліція Стратклайда заарештувала кількох людей, зрештою висунувши звинувачення шістьом. Четверо з них постали перед судом і були засуджені за злочини, пов'язані з вендетою. Двоє інших, Томас «Т. С.» Кемпбелл і Джо Стіл, постали перед судом за вбивства, були засуджені одноголосно до довічного ув'язнення, з яких вони за рекомендацією судді повинні були відсидіти не менше двадцяти років. Кемпбелл також був окремо визнаний винним (присяжні так само винесли одноголосний вердикт) у причетності до попереднього нападу з рушницею і засуджений до десяти років ув'язнення за цей злочин.
За цим настала двадцятирічна судова тяганина Кемпбелла і Стіла, одна з найбільш суперечливих в історії шотландського права, і, за пізнішими словами адвоката Кемпбелла Аамера Анвара, «двадцять років голодувань, втеч з в'язниці, демонстрацій, політичного тиску, одиночної ізоляції, побиття у в'язниці, [і] тяганини за тяганиною».
Обвинувачення проти Кемпбелла і Стіла ґрунтувалося на трьох доказах:
- Свідок Вільям Лав заявив, що чув, як Кемпбелл, Стіл та інші в барі обговорювали, як вони провчать «Товстуна» Дойла, підпаливши його квартиру.

- Поліція заявила, що Кемпбелл зробив заяву, записану чотирма офіцерами: «Я хотів лише обстріляти фургон. Підпал квартири „Товстуна“ мав на меті лише налякати його, але все зайшло занадто далеко».

- Поліція заявила, що в квартирі Кемпбелла була знайдена фотокопія карти вулиць Глазго, на якій будинок Дойлів на Бенкенд-стріт був позначений хрестиком.

За даними обвинувачення, Кемпбелл був людиною з кримінальним минулим (відбував окремі тюремні ув'язнення в 1970-х і на початку 1980-х років), який увійшов у бізнес перевезення морозива 1983 року і прагнув захистити свою «ділянку» від фірми-конкурента «Марчетті». Стіл був поплічником Кемпбелла, завербованим для допомоги у виконанні брудної роботи в запланованій Кемпбеллом кампанії насильства над водіями та фургонами компанії «Марчетті».
Протягом 27-денного слухання справи захист відкинув докази обвинувачення, а Кемпбелл після цього продовжував стверджувати, що його підставили і Лав, і поліція. Під час судового розгляду Кемпбелл описав Лава як «відчайдуха», який був готовий стати свідком, оскільки він був звільнений під заставу в обмін на свідчення, вказуючи пальцем на (за словами Кемпбелла) «будь-кого з нас», щоб самому не потрапити до в'язниці. Кемпбелл заперечував, що він робив такі заяви в поліції, як стверджувалося, і заявив, що поліція підкинула фотокопію карти в його будинок, а коли його заарештували і доставили до поліцейської дільниці на Берд-стріт, старший офіцер поліції сказав йому: «Тут ми зробимо підставу. Я приб'ю тебе до стіни». Кемпбелл заявив, що під час пожежі був удома зі своєю дружиною. Стіл також надав алібі на час пожежі.
Після засудження Кемпбелл і Стіл намагалися домогтися скасування вироку 1989 року, але їм це не вдалося. Через кілька років, 1992 року, журналісти Дуглас Скелтон і Ліза Браунлі написали книгу «Страшилка» про конфлікти і судовий процес. Для цієї книги вони взяли інтерв'ю у Лава, який заявив (а пізніше підписав письмові показання), що він збрехав під присягою. За його власними словами: «Я зробив це, тому що це відповідало моїм власним егоїстичним цілям. Пояснення, чому я дав ці свідчення, полягає в наступному: поліція тиснула на мене, щоб я дав свідчення проти Кемпбелла, якого вони явно вважали винним в організації підпалу будинку Дойла».
В результаті Кемпбелл і Стіл брали участь у кампаніях протесту, намагаючись привернути увагу громадськості до своїх справ. Стіл кілька разів тікав з в'язниці, щоб влаштовувати гучні демонстрації, включаючи протест на даху будинку і приклеювання себе до паркану Букінгемського палацу. Кемпбелл протестував у в'язниці Барлінні, оголошував голодування, відмовлявся стригти волосся і знімав документальний фільм про справу. Після тривалих судових розглядів міністр по справам Шотландії передав справу до апеляційного суду, надавши Кемпбеллу і Стілу тимчасову свободу до винесення судом рішення.
Апеляція була відхилена. Троє суддів розділилися в думках щодо того, чи могли нові докази, пов'язані зі свідченнями Лава (а також з потенційно виправдувальною заявою, зробленою сестрою Лав в поліції, яка не була доведена до відома захисту під час судового розгляду), суттєво вплинути на результат первинного судового розгляду і, отже, повинні були взяті до уваги. Лорд Каллен і лорд Сазерленд висловили думку, що в цьому немає необхідності, з чим лорд МакКласкі не погодився. Як наслідок, Кемпбелла і Стіла повернули до в'язниці.
Судова тяганина тривала. Міністру по справам Шотландії було подано ще одне клопотання з проханням передати справу назад до апеляційного суду для повторного перегляду. Дональд Дьюар відмовив у клопотанні, оскільки він не «вважав, що вони надали підстави для передачі справи до апеляційного суду». Тоді адвокати Кемпбелла і Стіла передали справу до новоствореної Шотландської комісії з перегляду кримінальних справ, яка взялася за власний розгляд.
Спочатку комісія запросила і отримала матеріали від королівської канцелярії. Потім вона звернулася до суду, щоб отримати додаткові документи королівської канцелярії по справі, в тому числі урядову кореспонденцію. Обвинувачення заперечувало проти надання цих документів на тій підставі, що комісія не обґрунтувала своє право на доступ до них, а також тим, що ці документи належать до тієї ж категорії, що й документи, в доступі до яких комісії вже було відмовлено департаментом юстиції уряду Шотландії. Лорд Кларк ухвалив рішення на користь комісії про надання доступу до документів, зазначивши, що «комісія [має] законний обов'язок проводити повне, незалежне і неупереджене розслідування ймовірних порушень, вчинених під час правосуддя» і що «законодавство, відповідно до якого [вона діє], було чітко розроблено з метою надання їй найширших повноважень для виконання цього обов'язку».

### Апеляція
Комісія вирішила, що справу слід повернути до апеляційного суду. В очікуванні результатів апеляції суддя-клерк Лорд Гілл вдруге надав Кемпбеллу і Стілу тимчасову свободу від ув'язнення.
Через три роки апеляція була розглянута апеляційним судом, і її, зрештою, задовольнили. За результатами заслуховування нових доказів і виявлення порушень судового розгляду, зокрема суддя на першому судовому розгляді суттєво дезорієнтував присяжних, Лорд Гілл, лорд Маклін і лорд Макфедьян скасували обвинувальні вироки. Консультант судового клінічного психолога, призначений обвинуваченням, доктор Ґарі Макферсон поставив під сумнів екологічну обґрунтованість лабораторних досліджень, однак професор когнітивної психології Браян Кліффорд надав нові докази (обвинувачення їх не оспорювало), які засвідчили, що показання про чотирьох поліцейських про заяву Кемпбелла під час першого судового розгляду були «занадто точними», зосереджуючись на ідентичній фразі, яка фігурувала у всіх показаннях: «Я лише хотів обстріляти фургон. Підпал квартири „Товстуна“ мав на меті лише налякати його, але все зайшло занадто далеко». Кліффорд провів дослідження, в якому тестував жителів Шотландії та Англії на здатність відтворити щойно почуту інформацію. Його результати показали, що люди пригадували лише від 30 % до 40 % почутих слів, і що найвищий результат, отриманий будь-ким з учасників експерименту, становив 17 слів з 24 використаних. Профессор заявив, що ці результати «переконливо свідчать про те, що було зовсім малоймовірно», що працівники поліції змогли б записати заяву Кемпбелла «в таких схожих формулюваннях» без порівняння або спільної роботи над своїми показанням. Апеляційні судді дійшли висновку, що «будь-який суд присяжних, який заслуховував би пояснення професора Кліффорда, оцінив би показання поліцейських, які проводили арешт, у зовсім іншому світлі» і що ці свідчення «настільки важливі, що вердикти присяжних, винесені всупереч ним, повинні розглядатися як судові помилки». Кемпбелл (представлений Аамером Анваром і королівським адвокатом Меґґі Скот) і Стіл були звільнені.
Суддя першої інстанції, що розглядав справу, лорд Кінкрейґ, який в суді сказав Кемпбеллу і Стілу, що вважає їх «порочними і небезпечними людьми», на той момент, коли йому було 80 років і він вже 18 років перебував у відставці, виступив проти рішення апеляційного суду через кілька днів після цього, заявивши, що він не може «погодитися з тим, що серед поліцейських мала місце змова». На першому судовому засіданні він проінструктував присяжних, що повірити твердженням Кемпбелла і Стіла означає визнати, що «не один, не два і не чотири, а велика кількість детективів навмисно прийшли сюди, щоб дати неправдиві свідчення проти себе, сфабрикувати справу проти обвинуваченого», а також погодитися з тим, що між співробітниками поліції існувала «найзловісніша і найсерйозніша змова», щоб «безпідставно звинуватити обвинуваченого не просто у вбивстві і замаху на вбивство, а у вбивстві жахливої природи». Після скасування вироку лорд Кінкрейґ розкритикував апеляційний суд за «узурпацію функції присяжних», оскільки «функція присяжних полягає у вирішенні питань факту, а не права», і що апеляційний суд «здається, сказав, що докази не заслуговують на довіру, хоча це є компетенцією присяжних. Це вже рішення по суті. Апеляційний суд фактично вирішив, що присяжні були неправі».
Кемпбелл закликав почати нове розслідування вбивства сім'ї Дойлів, звинувативши Тама Макґроу як у вбивствах, так і в тому, що він протягом 20 років організовував кампанію, спрямовану на те, щоб Кемпбелл залишався у в'язниці і мовчав, включаючи неодноразові замахи на життя Кемпбелла. Але експерти вважали малоймовірним, що нове розслідування буде розпочато внаслідок скасування вироку і нових доказів, які були надані і залучені до справи після першого судового розгляду. Частково скептицизм був пов'язаний з тим, що чітко простежуються претензії Кемпбелла до людини, яку він ненавидить (тоді вважалося, що його ножове поранення Кемпбелла 2002 року було частиною тривалої ворожнечі «око за око, зуб за зуб» між двома чоловіками), а частково й тим, що двоє поліцейських, які брали активну участь у цій справі, відтоді померли. Тіло детектива-суперінтенданта Норрі Вокера 1988 року було знайдено в своєму автомобілі, задихнувшись газами. Детектив-головний суперінтендант Чарльз Крейґ, який очолював відділ кримінальних розслідувань на момент вчинення вбивств, помер 1991 року у віці 57 років.
Томас «Т. С.» Кемпбелл помер у червні 2019 року.